# Люди дії
«Люди дії» (рум. Oameni de treaba; англ. Men of Deeds) — румунсько-болгарський чорний комедійно-драматичний фільм 2022 року, знятий режисером Полом Неґоеску, з Юліаном Постельніку, Васіле Мурару, Ангелом Даміаном, Криною Семчук, Даніелем Бусуйоком, Оаною Тудор та Віталіє Бічір у головних ролях.
Світова прем'єра відбулася 14 серпня 2022 року, а в Україні — 21 березня 2024 року.

## Сюжет
Іліє — простий румунський коп, який хоче змінити міську метушню на спокійну роботу в селищі поблизу українського кордону. Він марить власним вишневим садком та очікує на розмірене й безтурботне життя, позбавлене клопотів. Але мрії Іліє розбиваються об сувору провінційну реальність, коли він отримує телефонний дзвінок з повідомленням про вбивство.

## Акторський склад
- Юліан Постельніку — Іліє
- Васіле Мурару — Констянтин
- Анґел Даміан — Валі
- Кріна Семчук — Крістіна
- Данієль Бусуйок — Жрець
- Оана Тудор — Мона
- Віталіє Бічір — Корнел

## Вихід
Прем'єра фільму відбулася на Сараєвському кінофестивалі 14 серпня 2022 року.
Прем'єра в Україну відбудеться 21 березня 2024 року, дистрибуцією займається кінокомпанія KyivMusicFilm.